# Mayo (langue)
Pour les articles homonymes, voir Mayo.
Le mayo est une langue uto-aztèque du Sud parlée au Mexique, dans le sud de l'État de Sonora et dans quelques régions de l'État de Sinaloa par environ 40 000 personnes.
Le mayo, avec le yaqui et l'opata, une langue éteinte, appartient à la branche des langues cahita.
La langue est menacée. La plupart des locuteurs sont des adultes.

## Phonologie

### Voyelles
|         | Antérieure    | Centrale      | Postérieure   |
| ------- | ------------- | ------------- | ------------- |
| Fermée  | i [i] ii [iː] |               | u [u] uu [uː] |
| Moyenne | e [e] ee [eː] |               | o [o] oo [oː] |
| Ouverte |               | a [a] aa [aː] |               |

### Consonnes
|               |               | Bilabiale | Dentale | Latérale | Palatale | Vélaire | Glottale |
| ------------- | ------------- | --------- | ------- | -------- | -------- | ------- | -------- |
| Occlusives    | Sourdes       | p [p]     | t [t]   |          |          | k [k]   | ʔ [ʔ]    |
| Occlusives    | Sonores       | b [b]     | d [d]   |          |          |         |          |
| Occlusives    | labiale       | bw [bʷ]   |         |          |          |         |          |
| Fricatives    | Fricatives    |           | s [s]   |          |          |         | h [h]    |
| Nasales       | Nasales       | m [m]     | n [n]   |          |          |         |          |
| Liquides      | Liquides      |           | r [r]   | l [l]    |          |         |          |
| Semi-voyelles | Semi-voyelles | w [w]     |         |          | y [j]    |         |          |